# Pites (ocells)
Els pites són una sèrie d'espècies d'aus passeriformes, que formen la família dels pítids (Pittidae).
Durant molt de temps s'ha suposat que els parents més propers de la família eren els altres ocells tirans (subordre Tyranni), i particularment els tirans del Vell Món; els Eurilàimids, Filepítids i els Sapaioa del Nou Món. Aquests parents arboris abans es consideraven dues famílies, i ara es combinen en un sol taxó o es divideixen en quatre. Un estudi de 2006 va confirmar que aquests eren efectivament els parents més propers dels pites. El clade que formen, els Eurilàimids, és un dels dos infraordres dels tiranids, que és un dels tres subordres dels ocells passeriformes. Pel que fa a la seva relació amb els Eurilàimids, un altre estudi de 2006 va situar els pites com un clade germà de dos clades de becs Eurilàimids i Filepítids . Aquest mateix estudi postulava un origen asiàtic pels Eurilàimids i, per tant, les pites

## Descripció
- Fan 15 – 25 cm de llargària, amb un pes de 42 – 220 g.
- Són aus robustes amb potes llargues i cua curta compostes per dotze plomes.[4][5]
- Fort bec
- Plomatge en general, però no sempre, molt acolorit, amb colors blaus, verds, rojos, grocs. Els colors més vistosos estan normalment al cap i a les parts inferiors.
- En la major part de les espècies no hi ha pràcticament diferències entre el plomatge del mascle i la femella, únicament en unes poques espècies les femelles tenen uns colors més apagats.
- Els joves són més apagats i tacats.

## Hàbitat i distribució
Són aus terrestres que viuen al terra de zones forestals denses, des de les selves humides fins manglars i jardins poc cuidats; en Àfrica subsahariana, Àsia meridional i oriental (fins al Japó) i des d'allà fins a Nova Guinea, Austràlia i Salomó.

## Reproducció
Amb branquetes fan uns gran nius consistents en estructures el·líptiques amb l'entrada lateral, on ponen generalment 3 -5 ous de diferent forma i característica segons l'espècie. Els coven 15 – 17 dies. Els pollets romanen la niu 2 – 3 setmanes. Ambdós pares curen dels pollets.

## Alimentació
Mengen cucs, cargols i insectes que troben entre les fulles del terra.

## Llista de gèneres
En la classificació del Congrés Ornitològic Internacional (versió 10.2, 2020) figuren tres gèneres amb 42 espècies:
- Gènere Hydrornis, amb 13 espècies.
- Gènere Erythropitta, amb 15 espècies.
- Gènere Pitta, amb 14 espècies.